# Acacia borneensis
Acacia borneensis är en ärtväxtart som beskrevs av Ivan Christian Nielsen. Acacia borneensis ingår i släktet akacior, och familjen ärtväxter. Inga underarter finns listade i Catalogue of Life.